# Persona non grata
Pour les articles homonymes, voir PNG et Persona.
Pour les articles homonymes, voir Persona non grata (homonymie).
Persona non grata (au pluriel : personæ non gratæ, PNG), signifiant littéralement « personne n’étant pas la bienvenue », est une locution latine utilisée en diplomatie avec un sens juridique précis, aussi usitée dans le langage courant. Elle s'oppose à persona grata (au pluriel : personæ gratæ).

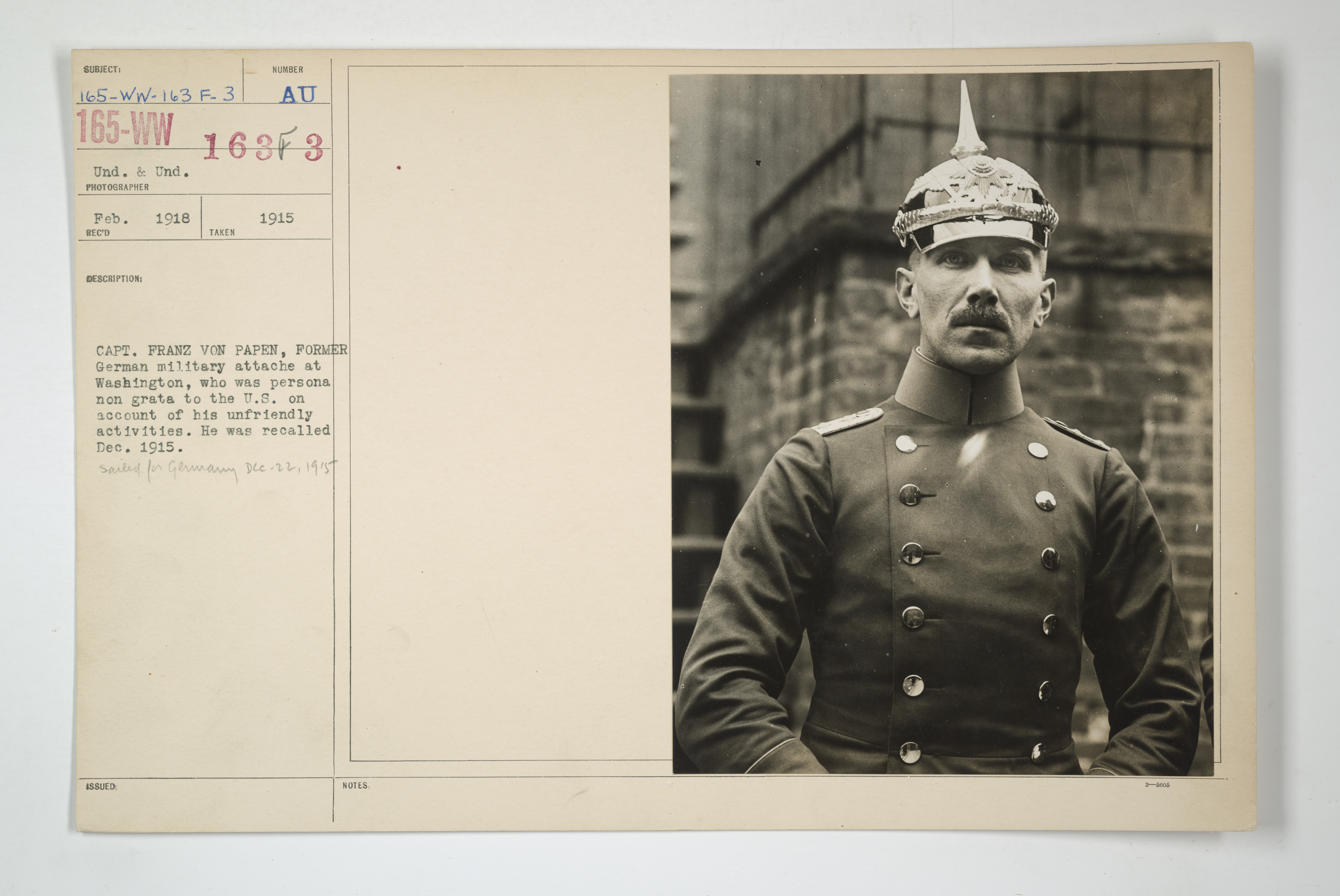
Fiche du capitaine Franz von Papen, déclarant celui-ci persona non grata sur le territoire des États-Unis à compter de 1915.

Dans le langage courant, dire d’une personne qu’elle est persona non grata revient à souligner l’ostracisme dont elle fait l'objet. Vulgairement, on utilise le terme tricard.

## Définition diplomatique
C’est l’article 9 de la Convention de Vienne sur les relations diplomatiques qui définit qu’un membre du corps diplomatique en mission peut être déclaré sans motivation et instamment persona non grata, amenant son rappel par le pays accréditant ou mettant fin à ses fonctions auprès de la mission, selon le cas.
Tout individu peut également être déclaré persona non grata avant son arrivée sur le territoire du pays d'accueil, lorsque son accréditation est considérée comme inacceptable.

## Extension du terme
Selon le CNRTL, ce terme peut également définir une personne qui n'est pas ou plus en faveur auprès d'un tiers, dans un milieu officiel, réservé ou fermé.

## Exemples historiques

### Franz von Papen
En tant que diplomate allemand (attaché militaire) résidant aux États-Unis, Franz von Papen se livre également à diverses activités d'espionnage et de sabotage industriel contre les États-Unis, dont il finira par être expulsé avec d'autres officiers en décembre 1915.

### Philippe Rossillon
À la suite de la fameuse petite phrase du général de Gaulle Vive le Québec libre, prononcée au balcon de l'hôtel de ville de Montréal le 24 juillet 1967, Lester B. Pearson, Premier ministre du Canada, réagit le lendemain matin par un communiqué de presse : « Certaines déclarations faites par le président ont tendance à encourager la faible minorité de notre population qui cherche à détruire le Canada et, comme telles, elles sont inacceptables pour le peuple canadien et son gouvernement. Les habitants du Canada sont libres. Toutes les provinces du Canada sont libres. Les Canadiens n'ont pas besoin d'être libérés. Le Canada restera uni et rejettera toutes les tentatives visant à détruire son unité. », déclaration qui revient à estimer que le général de Gaulle est devenu officieusement gênant au Canada et entraînera par la suite une réaction de Pierre Elliott Trudeau, devenu premier ministre en 1968 qui dans un discours à la Chambre des communes d'Ottawa déclare persona non grata le rapporteur général du Haut Comité de la langue française Philippe Rossillon, qualifié d'agent « plus ou moins secret ».

### Kurt Waldheim
En avril 1987, l'ancien secrétaire général des Nations unies de 1972 à 1981 Kurt Waldheim fut déclaré persona non grata aux États-Unis et ne fut plus le bienvenu dans de nombreux pays en raison des révélations sur son passé nazi. Il resta sur la liste des personnes interdites de séjour dans ce pays, même après la publication du rapport du Comité international d'historiens.

### António Guterres
Le secrétaire général des Nations unies a été déclaré persona non grata en Israël, à la suite de sa non-condamnation du Hamas en tant que groupe coupable de violences sexuelles en 2023, ainsi que de sa non-condamnation envers la république islamique d'Iran pour l'attaque du 1er octobre 2024.

## Dans la culture populaire
- "Persona Non Grata" est un roman de l'écrivain américain Timothy Williams (Londres, Gollancz, 1987) (ISBN 978-0-575-04082-3).
- "Persona Non Grata" est un documentaire réalisé par Oliver Stone, diffusé en 2003 dans le cadre de la série America Undercover de HBO.
- "Persona Non Grata" est le nom d'une mission dans le jeu vidéo Call of Duty : Modern Warfare 3.
- "Persona Non Grata" est le nom de l’épisode 6 de la saison 2 dans la série Jack Ryan de Tom Clancy.
- "Persona Non Grata" est le 3ème titre de l'album Surnaturel de Rohff en feat avec Niro[8].
- "Persona Non Grata" est le nom du 4e album solo de Lacrim[9].